# Charleroi Dry Port
Charleroi Dry Port is een multimodale goederenterminal aan de zuidzijde van de Belgische stad Charleroi.
De terminal is het deel van de Autonome Haven van Charleroi dat zich richt op goederenvervoer per trein en vrachtwagen. Naast de haven hebben ook Sambrinvest en Igretec een aandeel in de terminal. Het beheer wordt uitgevoerd door de Novandi Groep.
De dry port (droge terminal) ligt aan spoorlijn 130C, het viersporige deel van lijn 130 van Charleroi naar Namen, terwijl het wegvervoer de snelwegen E19 en E42 gebruikt.
De terminal ligt op het terrein van de binnenvaarthaven, ten noorden van het spoor en de Samber. Direct ten westen van de terminal kruisen deze elkaar. De ringweg van Charleroi loopt ten oosten en ten zuiden van de terminal en is bereikbaar via de N576 en de N572.